# Luis Fernando Saavedra
Luis Fernando Saavedra Monasterio (n. San Luis Potosí San Luis Potosí, México, 14 de septiembre de 1996), conocido como El 7 Barrios dentro del ambiente boxístico, es un boxeador profesional potosino y estudiante universitario de la Facultad de Contaduría y Administración de la Universidad Autónoma de San Luis Potosí.
El joven potosino dio inicio a su carrera de amateur a los 4 años de edad, sumando 102 combates como boxeador amateur. A los 18 años de edad, debutó como boxeador profesional y, actualmente, con 25 años de edad, tiene 19 combates profesionales en su haber.

## Carrera boxística
Fernando inició su carrera boxística a los 4 años de edad de la mano de su padre, Juan Fernando Saavedra Magdaleno, quien ha sido su mentor y entrenador, y que le inculcó el gusto por este deporte y, exactamente a los 4 años de edad, inició su carrera amateur, teniendo su primera pelea en forma de exhibición dentro de una función celebrada en el Club Libanés Potosino.
A los 8 años de edad, empezó a participar en torneos internos de la capital potosina y, aproximadamente a los 10 años de edad, comenzó a pelear en torneos a nivel municipal y estatal, en los cuales logró obtener muy buenos resultados dentro del entorno del boxeo amateur de la capital potosina.
A los 14 años de edad, ganó su primera eliminatoria municipal-estatal, y fue así como ganó el pase para poder asistir a la Olimpiada Regional; en dicho torneo, participaron los estados de Nuevo León, Tamaulipas, Coahuila y San Luis Potosí, en donde obtuvo su primera medalla de oro. Los dos años posteriores, pudo obtener dos campeonatos más, igualmente en esta competencia, convirtiéndose en triple campeón regional.
En 2013, teniendo 17 años de edad, participó en la Olimpiada Nacional, siendo sede la ciudad de Rosarito, Baja California, en la cual consiguió su mayor logro a nivel amateur: quedando subcampeón nacional en la categoría de los 49 kg.
Antes de cumplir la mayoría de edad, el equipo del púgil potosino decidió dar un gran paso para su carrera, haciéndolo debutar como boxeador profesional el 2 de julio de 2014 en la ciudad de Monterrey, Nuevo León, en donde ganaría su primera pelea profesional.
En 2016, consiguió el campeonato regional de los Estados Unidos en la ciudad de Houston, Texas, avalado por la A.B.O. (Organización Americana de Boxeo).
En 2017, realizó su primera pelea transmitida por televisión internacional, siendo la cadena FOX SPORT la que se encargase de transmitir dicha función desde la ciudad de Los Ángeles, California; en esta pelea, perdió ante el estadounidense Brandon Figueroa.
Su última pelea tuvo lugar el 26 de junio del 2021 en la ciudad de Las Vegas, Nevada, transmitida por el canal deportivo ESPN/ESPN PLUS dentro de la cartelera del regreso de Vasyl Lomachenko; en esta pelea, venció por decisión al estadounidense Robert Rodríguez.